# 馬福祿
馬福祿（1854年—1900年8月13日 †），字壽三，回族，甘肅省蘭州府韓家集鄉陽洼山人，寧夏馬家軍成員。

## 生平
清光緒二年（1876年）中武舉人，光緒六年（1880年）赴京會試中武進士。因殿试时用力过猛，连折三张弓，光绪帝认为他太粗野，且在拜见皇帝时不熟悉礼节，被降为三甲，始留京充当皇帝侍卫，后为河南镇标，不久以亲老乞养为由，辞归故里乞歸務農習武。
光緒二十一年（1895年）冬，奉回原提督雷正綰之命，募兵成立“安寧營”，隨清軍鎮壓循化新、老两派纠纷。後升任記名總兵，“安寧營”編入“簡練軍”，調衛京師，率部駐防正定。光緒二十四年（1898年）調駐山海關。
光緒二十六年（1900年），八國聯軍進京為各國公使館解圍，馬福祿隨董福祥入衛京師。1900年8月13日在北京正陽門與聯軍激戰中陣亡。同時陣亡的还有堂弟马福贵、马福全、侄子马耀图、马兆图和家乡回族、东乡族子弟兵百余人。他的遗体在战事平息后，由弟马福祥收敛安葬在北京阜成门外的三里河。清廷追封為“振威將軍”，謚“忠烈”。
其子馬鴻賓将其遗体在1950年遷歸家鄉安葬，在韩集阳洼山建立马福禄神道碑，文革中被毁。
1996年4月，臨夏州委州人民政府将马福禄墓地列为全州爱国主义教育基地。

## 家庭
父馬千齡；为仲子。弟马福祥。子馬鴻賓。

## 延伸阅读
[在维基数据编辑]
 《清史稿·卷495》，出自趙爾巽《清史稿》